# Judô nos Jogos Mundiais Militares de 2011
As disputas de judô nos Jogos Mundiais Militares de 2011 foram realizados na Universidade da Força Aérea Brasileira, no Rio de Janeiro, Brasil. Foram dezesseis categorias, oito para homens e oito para mulheres.
| Julho | 15 | 16 | 17 | 18 | 19 | 20 | 21 | 22 | 23 | 24 |
| ----- | -- | -- | -- | -- | -- | -- | -- | -- | -- | -- |
| Judô  |    |    |    | 2  |    | 4  | 3  | 3  | 4  |    |

|  | Dia de competição |  | Dia de final |

## Eventos
Masculino
- Até 60 kg
- Até 66 kg
- Até 73 kg
- Até 81 kg
- Até 90 kg
- Até 100 kg
- Acima de 100 kg
- Equipes

Feminino
- Até 48 kg
- Até 52 kg
- Até 57 kg
- Até 63 kg
- Até 70 kg
- Até 78 kg
- Acima de 78 kg
- Equipes

## Medalhistas
Masculino
| Evento                  | Ouro | Prata | Bronze |
| Até 60 kg detalhes      | Gwang-Hyeon Choi | Yeldos Smetov | Mohammad Javani Jouni |
| Até 66 kg detalhes      | Tomasz Kowalski | Mohsen Ghaffar | Leandro Cunha Kenneth van Gansbeke |
| Até 73 kg detalhes      | Eldar Zaripkanov | David Papaux | Bruno Mendonça Rene Schneider |
| Até 81 kg detalhes      | Leandro Guilheiro | Giovanni Carollo | Lukasz Blach Cho Seung Kwon |
| Até 90 kg detalhes      | Max Schirnhofer | Robert Krawczyk | Walter Facente |
| Até 100 kg detalhes     | Luciano Corrêa | Benjamin Van Leeuwaarde                                                                                                   | Kacper Larem Thierry Fabre |
| Mais de 100 kg detalhes | Pierre-Alexandre Robin | Faical Jaballah | Rafael Silva Liu Jia |
| Equipes detalhes        | Brasil(Tiago Camilo, Luciano Corrêa, Leandro Cunha, Leandro Guilheiro, Felipe Kitadai, Bruno Mendonça, Rafael Silva, Hugo Pessanha) | Coreia do Sul (Lee Chang Dong, Chang Hun Song, Baeg Chul Sung, Choi Gwang Hyeon, Koo Hwan, An Jeong Hwan, Cho Seung Kwon) | Argélia (Abderrahmne Benamadi, Amar Benyakhlef, Iiyes Bouyacoub, Larbi Grini, Kamel Haroune, Youcef Haroune, Mohamed Amine Taib, Bilal Bourbiha) · Polónia (Sebastian Janicki, Tomasz Kowalski, Mariusz Janicki, Lukasz Blach, Kacper Larem, Janusz Wojnarowicz, Robert Krawczyk) |

Feminino
| Evento                 | Ouro | Prata                                                                                       | Bronze |
| Até 48 kg detalhes     | Kim Sol-mi | Sarah Menezes                                                                               | Wu Shugen Alina Dumitru |
| Até 52 kg detalhes     | An Kum Ae | Andressa Fernandes                                                                          | Jaana Sundberg Andreea Chitu |
| Até 57 kg detalhes     | Wang Hui | Ketleyn Quadros                                                                             | Alina Ten Sabrina Filzmoser |
| Até 63 kg detalhes     | Urska Zolnir | Hilde Drexler                                                                               | Gao Ming Kim Su Gyong |
| Até 70 kg detalhes     | Maria de Lourdes Portela | Rasa Sraka Vukovic                                                                          | Anne Lisewski Tomo Angele Pascualine |
| Até 78 kg detalhes     | Daria Pogorzelec | Assunta Galeone                                                                             | Ying Chen |
| Mais de 78 kg detalhes | Anne Sophie Mondiere | Maria Suelen Altheman                                                                       | Sha Ling Mei Lucija Polavder |
| Equipes detalhes       | Brasil(Maria Suelen Altheman, Sarah Menezes, Érika Miranda, Maria de Lourdes Portela, Ketleyn Quadros, Mayra Aguiar, Mariana Silva, Andressa Fernandes) | China (Ying Chen, Ming Gao, Hui Wang, Shungen Wu, Yanfeng Dou, Mei Shan Ling, Shanshan Luo) | Alemanha(Anne Lisewski, Johanna Mueller, Beatrice Rietz, Stephanie Steinmetz) · Itália (Valentina Aloisi, Francesca Congia, Rosalba Forciniti, Assunta Galeone, Flavia Paganessi, Gilda Rovere) |

## Quadro de medalhas
| Ordem | País                 | Medalha de ouro | Medalha de prata | Medalha de bronze | Total |
| ----- | -------------------- | --------------- | ---------------- | ----------------- | ----- |
| 1     | Brasil               | 5               | 4                | 3                 | 12    |
| 2     | Polónia              | 2               | 1                | 3                 | 6     |
| 3     | França               | 2               |                  | 2                 | 4     |
| 4     | Coreia do Norte      | 2               |                  | 1                 | 3     |
| 5     | Eslovénia            | 1               | 1                | 1                 | 3     |
|       | Coreia do Sul        | 1               | 1                | 1                 | 3     |
|       | Cazaquistão          | 1               | 1                | 1                 | 3     |
| 8     | Áustria              | 1               | 1                |                   | 2     |
| 9     | Chile                | 1               |                  | 5                 | 6     |
| 10    | Itália               |                 | 2                | 2                 | 4     |
| 11    | Irã                  |                 | 1                | 1                 | 2     |
| 12    | Tunísia              |                 | 1                |                   | 1     |
|       | Países Baixos        |                 | 1                |                   | 1     |
|       | Suíça                |                 | 1                |                   | 1     |
| 15    | Alemanha             |                 |                  | 3                 | 3     |
| 16    | Roménia              |                 |                  | 2                 | 2     |
| 17    | Argélia              |                 |                  | 1                 | 1     |
|       | Bélgica              |                 |                  | 1                 | 1     |
|       | Camarões             |                 |                  | 1                 | 1     |
|       | República Dominicana |                 |                  | 1                 | 1     |
|       | Finlândia            |                 |                  | 1                 | 1     |
|       | Eslováquia           |                 |                  | 1                 | 1     |